# 哈格拉本河
哈格拉本河（德語：Haggraben），是德國的河流，位於該國東南部，由巴伐利亞負責管轄，屬於福希巴赫河的左支流，河道全長5公里，流域面積15平方公里，發源自小奧斯特海姆，河口處在美因河畔卡爾施泰因。